# Claude Gardeur-Lebrun
Claude Gardeur-Lebrun (1745-1828) est un ingénieur français. Il fut administrateur de l'École Polytechnique de Paris.

## Biographie
Fils de Louis Gardeur-Lebrun, Claude Gardeur-Lebrun naît le 30 octobre 1745, à Metz, chef-lieu des Trois-Évêchés. Sur les traces de son père, il devient « répétiteur et maître de dessin » le 12 mai 1768 à l'école royale d'artillerie. Le 12 juillet 1781, il est nommé « Professeur de mathématiques », toujours à l'école royale d'artillerie. À partir de 1786, il supervise les projets d'urbanisation de la ville de Metz. Il travaille notamment sur la rotonde de la Cathédrale Saint-Étienne de Metz, édifice qu'il préservera plus tard du vandalisme révolutionnaire.
En 1778, il devient membre de la Société royale des sciences et des arts. Nommé « Inspecteur des études » de la nouvelle école polytechnique de Paris, il quitte Metz en 1801. Son frère, Charles-Louis (1744-1801) est lui-même nommé sous-directeur, chargé de la « police des études » dans cet établissement. Claude Gardeur-Lebrun siège au Conseil de l'école polytechnique jusqu'en 1816, année où il est nommé « Administrateur » de l'établissement. 
Il est nommé chevalier de la Légion d'honneur le 18 août 1819, avec effet rétroactif à compter du 9 septembre 1814.
Claude Gardeur-Lebrun décéda en décembre 1828.
De son union avec Anne Plaisant, naquirent cinq enfants, dont quatre polytechniciens, entre 1782 et 1795.